# Antoine-Louis Lefebvre de Caumartin
Pour les articles homonymes, voir Lefebvre et Caumartin.
Pour les autres membres de la famille, voir Famille Le Fèvre de Caumartin.
Antoine-Louis Lefebvre de Caumartin (1725-1803) est un haut personnage de l'Ancien Régime. Marquis de Saint-Ange, comte de Moret et seigneur de Caumartin, il fut intendant des Trois-Évêchés et des provinces de Flandre et d'Artois, avant de devenir prévôt des marchands de Paris de 1778 à 1784.

## Biographie
Antoine-Louis Lefebvre de Caumartin naît à Paris le 29 août 1725. Il devient conseiller au Grand Conseil en août 1746 et maître des requêtes en juin 1749. Le 30 juin 1749, il épouse Geneviève Anne Marie Moufle, fille de Jean Simon Moufle, secrétaire du roi. Il est nommé président au Grand conseil en mars 1751, intendant des Trois-Évêchés en mars 1754, puis intendant des provinces de Flandre et d'Artois en mars 1756. Il fut prévôt des marchands de Paris de 1778 à 1784 et mourut à Paris le 14 avril 1803.
Il est le père du maître des requêtes et intendant Marc Antoine Le Fèvre de Caumartin.

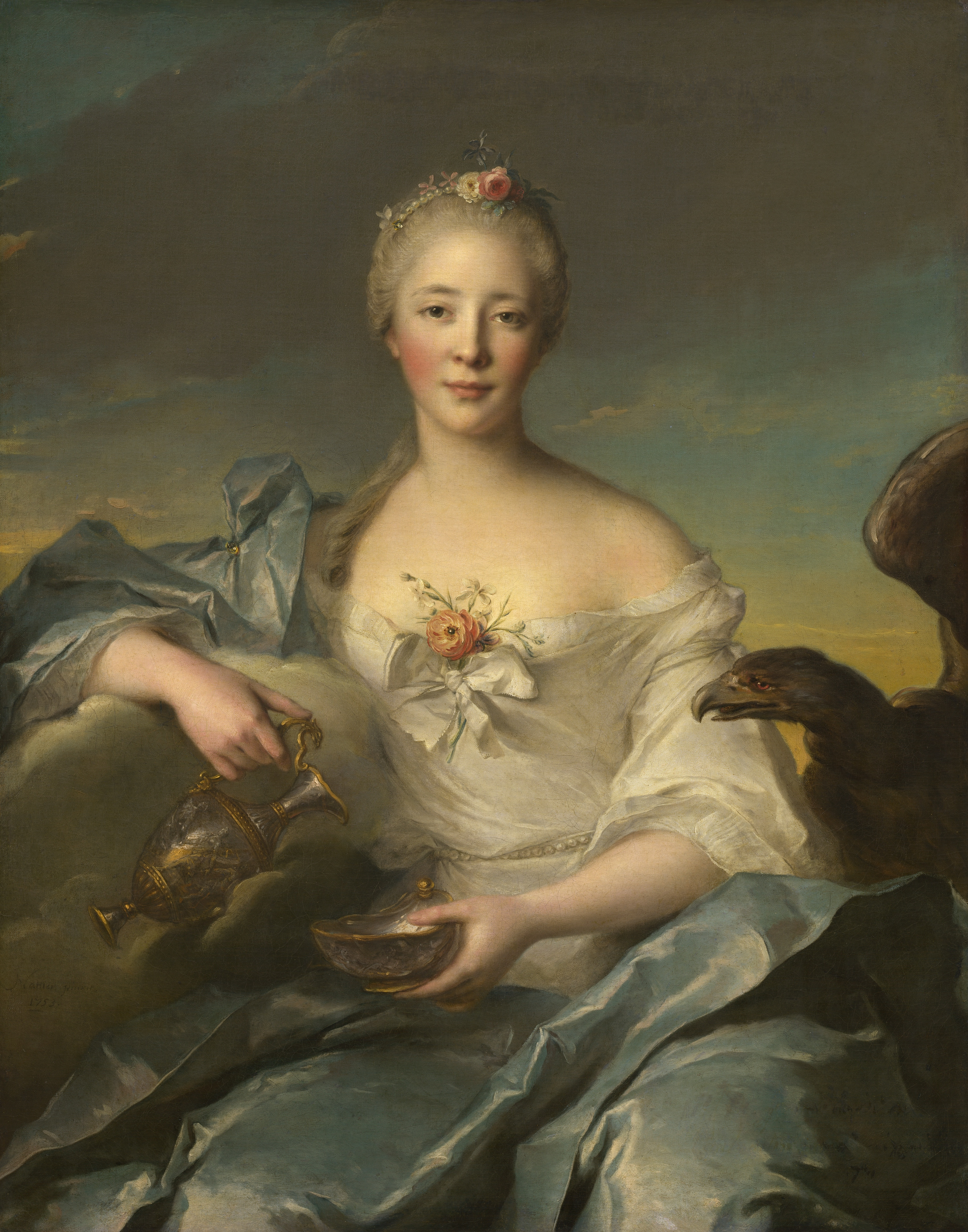
Geneviève Anne Marie Moufle

## Distinctions
- Chevalier de l'Ordre du Saint-Esprit

## Odonymie

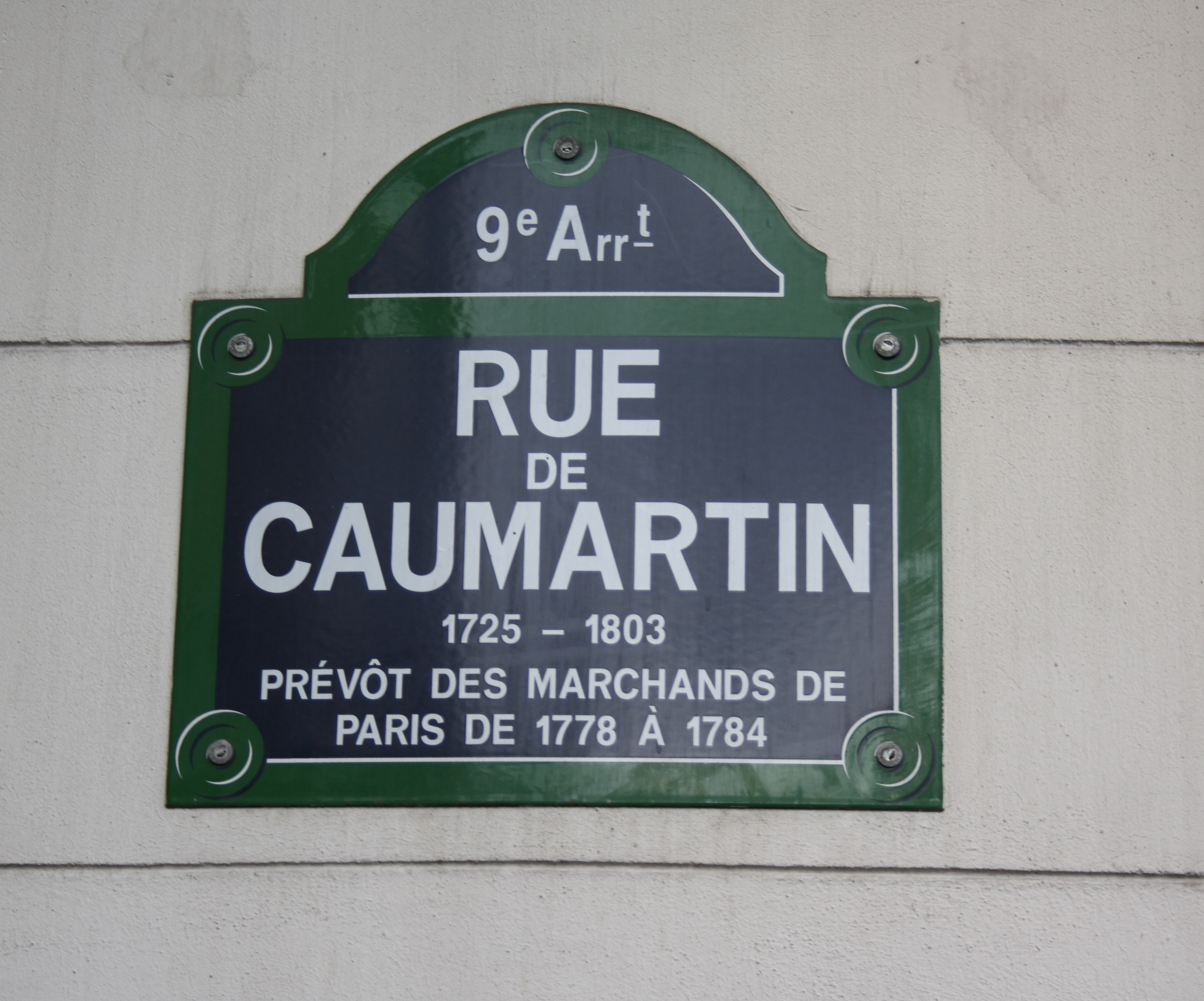
Une rue de Paris dans le 9e arrondissement porte son nom.
- Une rue de Dunkerque porte son nom depuis 1799[2].  - Rue de Caumartin à Paris